# يوهان بن علوان
يوهان بن علوان (بالفرنسية: Yohan Benalouane) (مواليد 28 مارس 1987 في باغنولس سور سيز - فرنسا) لاعب كرة قدم فرنسي و تونسي السابق وكان يلعب لصالح نادي ليستر سيتي الإنجليزي في مركز قلب الدفاع. و تمت دعوته رسمياً من طرف مدرب المنتخب التونسي للانضمام لقائمة الـ23 لاعباً للمعسكر التحضيري الذي يُقام إستعداداً لمباراة تونس مع تشاد في إطار تصفيات كأس الأمم الأفريقية لكرة القدم 2012 لأنه من أب تونسي وتم منحه الجنسية التونسية إلا أنه لم يتحول مع المنتخب التونسي للتشاد بسبب عدم خضوعه للتلاقيح اللازمة ذلك.

## روابط خارجية
- يوهان بن علوان على موقع الاتحاد الدولي (مؤرشف)  (الإنجليزية)
- يوهان بن علوان على موقع الاتحاد الأوربي (الإنجليزية)
- يوهان بن علوان على موقع قاعدة بيانات كرة القدم.إي يو (الإنجليزية)
- يوهان بن علوان على موقع ليكيب (الفرنسية)
- يوهان بن علوان على موقع ناشيونال فوتبول تيمز (الإنجليزية)
- يوهان بن علوان على موقع Soccerbase.com (لاعب) (الإنجليزية)
- يوهان بن علوان على موقع Soccerway.com (الإنجليزية)
- يوهان بن علوان على موقع عالم كرة القدم.نت (الإنجليزية)
- يوهان بن علوان على موقع AS.com (الإسبانية)